# Dünndarmfehlbesiedlung
Unter einer Dünndarmfehlbesiedlung (Abk.: DDFB, engl. small bowel (bacterial) overgrowth (syndrome); auch SIBO für Small Intestinal Bacterial Overgrowth) versteht man eine bakterielle Falschbesiedlung des Dünndarms mit mehr als 105 Keimen pro ml. Sie kann Ursache unterschiedlicher Beschwerden sein. Jüngere Meta-Analysen belegen eine hohe Prävalenz der Dünndarmfehlbesiedelung unter Patienten mit Reizdarmsyndrom.

## Methan-dominante Dünndarmfehlbesiedlung
Das Archaeon  Methanobrevibacter smithii  wurde mit Symptomen der Dünndarmfehlbesiedlung in Verbindung gebracht, die zu einem positiven Methan-Atemtest führen. Zusätzlich zum Archaeon können einige Bakterien auch Methan produzieren, wie die Mitglieder der Gattungen Clostridien und Bacteroides genus. Die Produktion von Methan ist daher möglicherweise weder bakteriell noch auf den Dünndarm beschränkt.
2020 wurde vorgeschlagen, diesen Zustand als separates Krankheitsbild „Überwachsen des Darms [Methanogen]“ – IMO (intestinal-methanogen Overgrowth) einzustufen.

## Ursachen
Die DDFB tritt typischerweise beim Kurzdarmsyndrom, bei einem Defekt der Ileozäkalklappe, bei Divertikeln oder Dünndarmstenosen infolge von z. B. Morbus Crohn, bei chronischer intestinaler Pseudoobstruktion, beim Syndrom der blinden beziehungsweise ausgeschalteten Schlinge nach Operationen am Dünndarm und bei einer exokrinen Pankreasinsuffizienz auf. Auch Störungen der Peristaltik beispielsweise infolge Sklerodermie oder diabetischer Enteropathie können ursächlich sein.

## Krankheitsbild
Eine DDFB kann, insbesondere auch durch eine damit einhergehende Schädigung der Darmzotten und der damit verbundenen Störung der Resorption (Malassimilationssyndrom), zu unterschiedlichen gesundheitlichen Störungen und Beschwerden wie Arthritiden, Blähungen, Colitis, chronischer Diarrhoe (Durchfall), Fatigue, Steatorrhoe, Gewichtsverlust, Mangelerscheinungen, Bauchschmerzen und Anämie führen.
Eine Beteiligung an der Entstehung oder dem Fortschreiten eines Idiopathischen Parkinson-Syndroms wird diskutiert.

## Diagnostik
Beweisend ist eine streng anaerob endoskopisch gewonnene Probe (Aspirat) von Flüssigkeit aus dem Dünndarm, in der sich mehr als 105 Keime pro ml finden. Als ergänzende Laborbefunde sind Anämie, Hypalbuminämie und ein Mangel an den Vitaminen A, D, K und B12 charakteristisch. Bei gleichzeitig normalem Folsäurespiegel ist auch ein nicht durch die Gabe von intrinsischem Faktor behebbarer Mangel an Vitamin B12 typisch.
Kommt es im Rahmen einer DDFB zu vermehrter Zuckervergärung (beispielsweise nach oraler Gabe von Glucose oder Lactulose), zeigt der Wasserstoffatemtest einen erhöhten Wasserstoffanteil. Auch im Nüchternzustand ist dieser Wert erhöht, da die DDFB zu einer kontinuierlichen Umsetzung der vom Körper kontinuierlich produzierten Verdauungssäfte im Dünndarm führt.
Der Grenzwert des Anstiegs der Wasserstoffkonzentration in der Atemluft in einem Wasserstoffatemtest, ab dem der Test als positiv zu werten ist, wird von Experten unterschiedlich angesetzt:
- 20 ppm[1]
- 10 ppm, sofern während des Tests keine Symptome auftreten[12]
- 5 ppm, sofern während des Tests Symptome auftreten.[12]

Zur Ursachenklärung ist ein bildgebendes Verfahren, z. B. MRT des Dünndarmes nach Sellink, oder ein Enteroklysma (Doppelkontrast-Röntgendarstellung nach Sellink) erforderlich.

## Therapie
Eine kausale Therapie kann durch eine Operation erfolgen, indem z. B. Stenosen oder blinde Schlingen beseitigt werden. Zur konservativen Therapie können – meist nur vorübergehend wirksam – Antibiotikagaben eingesetzt werden. Bessert sich die Symptomatik im Verlauf einer Antibiotika-Therapie, spricht man auch von einer „antibiotikaresponsiven Enteritis“ (ARE).
Vorwiegend wird auf eine Veränderung der Ernährungsgewohnheiten gesetzt, um Bakterien, die sich an der falschen Stelle befinden, „auszuhungern“. Empfehlungen setzen auf den zeitlich begrenzten Verzicht auf Kohlenhydrate, Milchprodukte und bestimmte Fruchtsorten, während andere Nahrungsmittel wie beispielsweise Gemüse und Nüsse in die tägliche Ernährung integriert werden. Bei einer Ernährungsumstellung ist zu beachten, dass sich die Auswahl der zu vermeidenden Nahrungsmittel nach der Art der bakteriellen Fehlbesiedelung zu richten hat.